# Liste des députés européens de Croatie de la 10e législature

Cet article présente la liste des députés européens de  élus lors des élections européennes de 2024 en Croatie.

## Répartition partisane
| Groupe | Groupe | Groupe                                                                          | Sièges | Parti(s) | Parti(s)                                   | Parti(s) européen | Parti(s) européen | Sièges |
| ------ | ------ | ------------------------------------------------------------------------------- | ------ | -------- | ------------------------------------------ | ----------------- | ----------------- | ------ |
|        |        | Groupe du Parti populaire européen (PPE)                                        | 6 / 12 |          | Union démocratique croate (HDZ)            |                   | PPE               | 6 / 12 |
|        |        | Alliance progressiste des socialistes et démocrates au Parlement européen (S&D) | 4 / 12 |          | Parti social-démocrate de Croatie (SDP)    |                   | PSE               | 4 / 12 |
|        |        | Conservateurs et réformistes européens (CRE)                                    | 1 / 12 |          | Rassemblement national et domestique (DNO) |                   | Aucun             | 1 / 12 |
|        |        | Groupe des Verts/Alliance libre européenne (Verts/ALE)                          | 1 / 12 |          | Nous pouvons !                             |                   | PVE               | 1 / 12 |

## Députés européens élus en 2024
| Nom                      | Parti | Parti                                | Groupe | Groupe    |
| ------------------------ | ----- | ------------------------------------ | ------ | --------- |
| Stephen Nikola Bartulica |       | Rassemblement national et domestique |        | CRE       |
| Biljana Borzan           |       | Parti social-démocrate de Croatie    |        | S&D       |
| Gordan Bosanac           |       | Nous pouvons !                       |        | Verts/ALE |
| Nikolina Brnjac          |       | Union démocratique croate            |        | PPE       |
| Sunčana Glavak           |       | Union démocratique croate            |        | PPE       |
| Romana Jerković          |       | Parti social-démocrate de Croatie    |        | S&D       |
| Tonino Picula            |       | Parti social-démocrate de Croatie    |        | S&D       |
| Karlo Ressler            |       | Union démocratique croate            |        | PPE       |
| Tomislav Sokol           |       | Union démocratique croate            |        | PPE       |
| Davor Ivo Stier          |       | Union démocratique croate            |        | PPE       |
| Marko Vešligaj           |       | Parti social-démocrate de Croatie    |        | S&D       |
| Željana Zovko            |       | Union démocratique croate            |        | PPE       |